# Гоголівська вулиця (Київ)

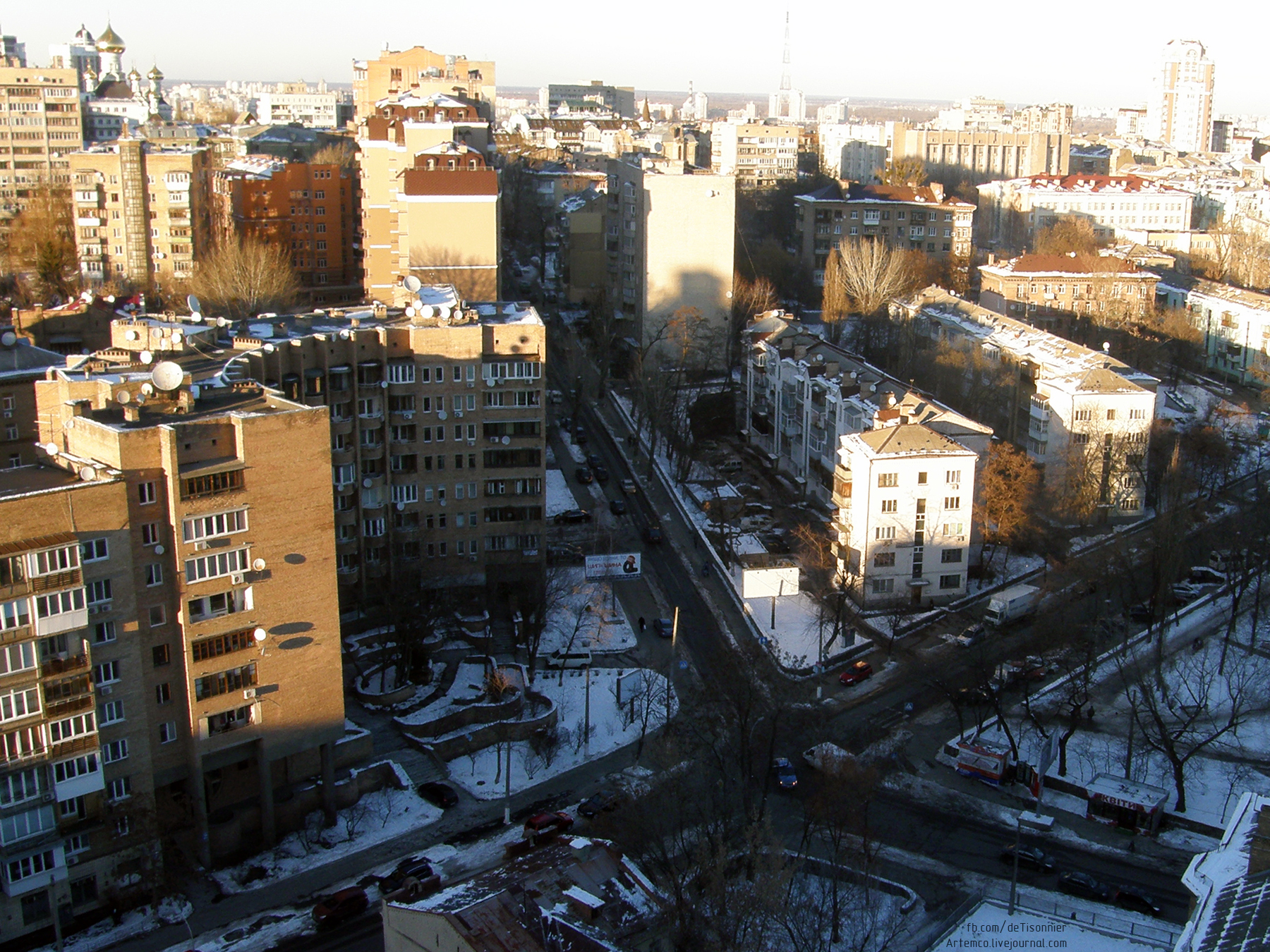
Гоголівська вулиця (вигнута) на перехресті з вулицями Павлівською та Володимира Винниченка

Го́голівська ву́лиця — вулиця в Шевченківському районі міста Києва, місцевості Кудрявець, Солдатська слобідка. Пролягає від вулиці Олеся Гончара до вулиці Січових Стрільців.
Прилучаються вулиці Бульварно-Кудрявська, Павлівська і Володимира Винниченка.

## Історія
Вулицю було прокладено у період між 1838 та 1849 роками під назвою Кадетський провулок (від розташованих тут казарм Кадетського корпусу). Спочатку пролягала від вулиці Богдана Хмельницького до Павлівської вулиці, пізніше, після 1866 року, її було подовжено до сучасної вулиці Січових Стрільців.
Сучасна назва на честь письменника Миколи Гоголя — з 1902 року.
В 1910-1959 роках вулицею пролягала трамвайна лінія від Хрещатика до кінця вул. Керосинної (Шолуденка).

## Забудова
Забудова вулиці почалася в середині XIX століття, коли в 1850-х роках було зроблено парцеляцію вулиці — поділ землі на садиби. Відтоді складалася її попередня забудова, яка через діючі так звані еспланадні обмеження була малоповерховою, складалася переважно з дерев'яних та змішаних малоповерхових будівель за «зразковими фасадами». Лише згідно з «височайше затвердженими» у 1881 року правилами утримання еспланади Київської фортеці цю територію звільнили від будь-яких обмежень. Відповідно до розподілу київських вулиць на розряди, запровадженому у 1861 році, Кадетський провулок був віднесений до найнижчого, 4-го розряду, де якісний стан забудови фронту садиб не регламентувався.

### Пам'ятники історії та архітектури
Найпомітнішою будівлею на Гоголівській вулиці є будинок № 23, серед киян відомий як «Будинок з котами». Зведений у 1909 році за проектом інженера Володимира Безсмертного, це був прибутковий будинок полковника Фердинанда Ягимовського. Через оригінальне оформлення фасаду довгий час архітектором будинку вважали Владислава Городецького. Сам будинок зведений у стилі модерн, з елементами романського та готичного стилів. Свою неофіційну назву він отримав через барельєфи зеленооких, під колір фасаду, котів, які прикрашають велике напівкругле вікно першого поверху. Фасад будинку також прикрашають сови, маскарони та хімера.
За адресою Гоголівська вулиця, 28, знаходиться колишній особняк художника-пейзажиста, академіка живопису Володимира Орловського (1842–1914). Будинок зведено у стилі класицизму у 1892 році за проектом академіка архітектора Володимира Ніколаєва. За архівними документами, згідно з рішенням міської думи від 12 жовтня 1889 року, ділянку у Кадетському провулку надано у власність професору Володимирові Орловському під спорудження будинку та влаштування садиби. Оселившись на Гоголівській, Володимир Орловський прожив тут до кінця життя. В інтер'єрах особняка збереглися навіть після капітального ремонту, здійсненого у 1978 та 1992 роках, великі ліпні розетки, на першому поверсі — білий кахляний камін з теракотовою вставкою «путті», а на другому поверсі — дві груби з брунатних полив'яних кахлів виробництва відомої київської фабрики І. Анджейовського. У флігелі садиби проживав український живописець Микола Пимоненко, одружений з донькою Володимира Орловського Олександрою.
Серед інших будівель по Гоголівській варто відмітити № 30 — прибутковий будинок, який належав генерал-лейтенанту М. М. Розову, учаснику російсько-турецької війни 1877—1878 років, гласному міської думи, та № 34 — пам'ятник архітектури, жилий будинок початку XX століття.
Садиба на Гоголівській, 32 перебуває в аварійному стані.

## Особистості
В особняку № 28 проживав художник Володимир Орловський, а у флігелі особняка — художник Микола Пимоненко. У різний час на вулиці Гоголівській, у будинках № 8 та № 27 мешкав письменник Борис Грінченко (1863–1910) та його дружина, українська письменниця М. М. Загірня (1863–1907). У будинку № 9 (знесений 1993) жив та помер біограф Тараса Шевченка Михайло Чалий (1816–1907). У будинку № 27 проживала українська письменниця Любов Яновська (1861–1933), а у будинку № 29 — славетний український письменник Остап Вишня (1889–1956).
У будинку № 15 проживав академік Петербурзької академії наук, професор Київського університету літературознавець Микола Дашкевич (1852–1908). У будинку № 34 мешкали радянський зоолог, зоогеограф професор Київського університету Володимир Артоболевський (1874–1952) та український поет Павло Тулуб, батько письменниці Зінаїди Тулуб.
У будинку № 36 (знесений) в комунальній квартирі № 1 з 1958 року після повернення із заслання проживала Марія Ростиславівна Капніст.

### Меморіальні дошки
- № 8 — Борису Грінченку, який проживав у цьому будинку у 1902–1905 роках. Відкрито у 1988 році, скульптор Анатолій Чемерис.
- № 23 — Степану Тимошенку, ученому-механіку, який проживав у цьому будинку у 1917–1920 роках. Відкрито у 1995 році, скульптор Мар'ян Савельєв, архітектор В. Приходько. Вкрадено вандалами наприкінці лютого 2016 року.
- № 28 — Миколі Пимоненку, який проживав у цьому будинку з 9 березня 1862 року по 26 березня 1912 року. Відкрито 15 грудня 1952 року, скульптор Маріоніла Говденко. Вкрадено під час реконструкції будинку.
- Ліцей № 38 — Валерію Молчанову, пілоту-випробувачу, випускнику цієї школи.
- № 37/2 — Миколі Гриньку, народному артистові України, який мешкав у цьому будинку в 1985–1989 роках. Відкрито у 1990 році, скульптор Петро Коптєв. Також 17 травня 2009 року встановлено меморіальну дошку ще одному мешканцю будинку — Борису Шарварку (скульптор О. Чепелик).
- № 39 — Київському підпільному міському комітету КП(б)У, який розташовувався у цьому будинку під час окупації Києва у 1941–1943 роках. Відкрито у 1975 році, архітектор Н. Г. Онікійчук. Знищено вандалами у 2016 році.

## Установи та заклади
- Відділення поштового зв'язку № 54 (буд. № 1/3)
- Ясла-садок № 541 (буд. № 8-А)
- Дошкільний навчальний заклад № 545 (буд. № 27-А)
- Асоціація перекладачів України (буд. № 39)
- Видавництво «Вища школа» (буд. № 7-Г)
- Ліцей № 38 (буд. № 31)
- Психоневрологічний дитячий санаторій «Салют» (буд. № 26, 28)

## Зображення

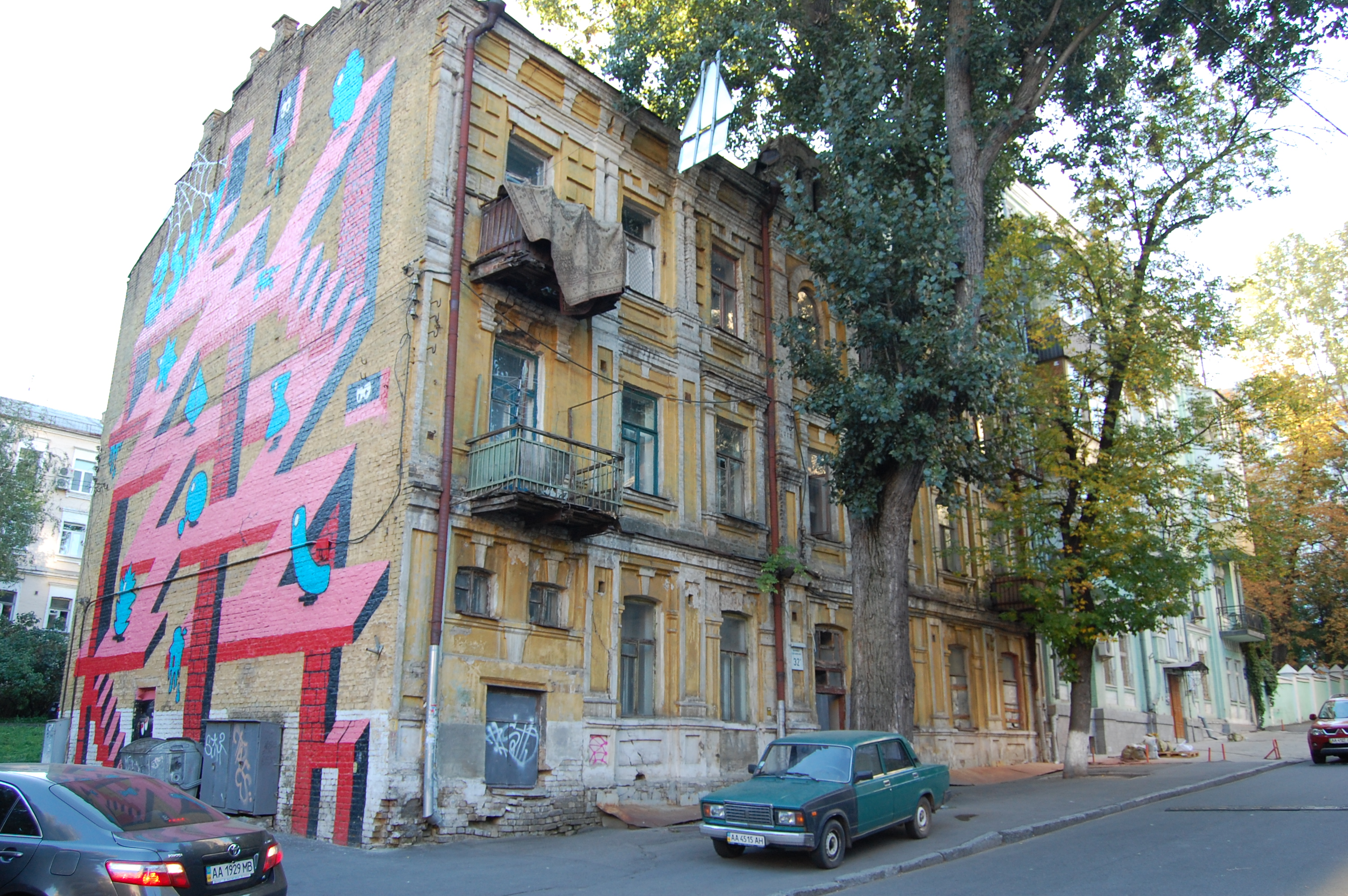
Садиба на Гоголівській, 32
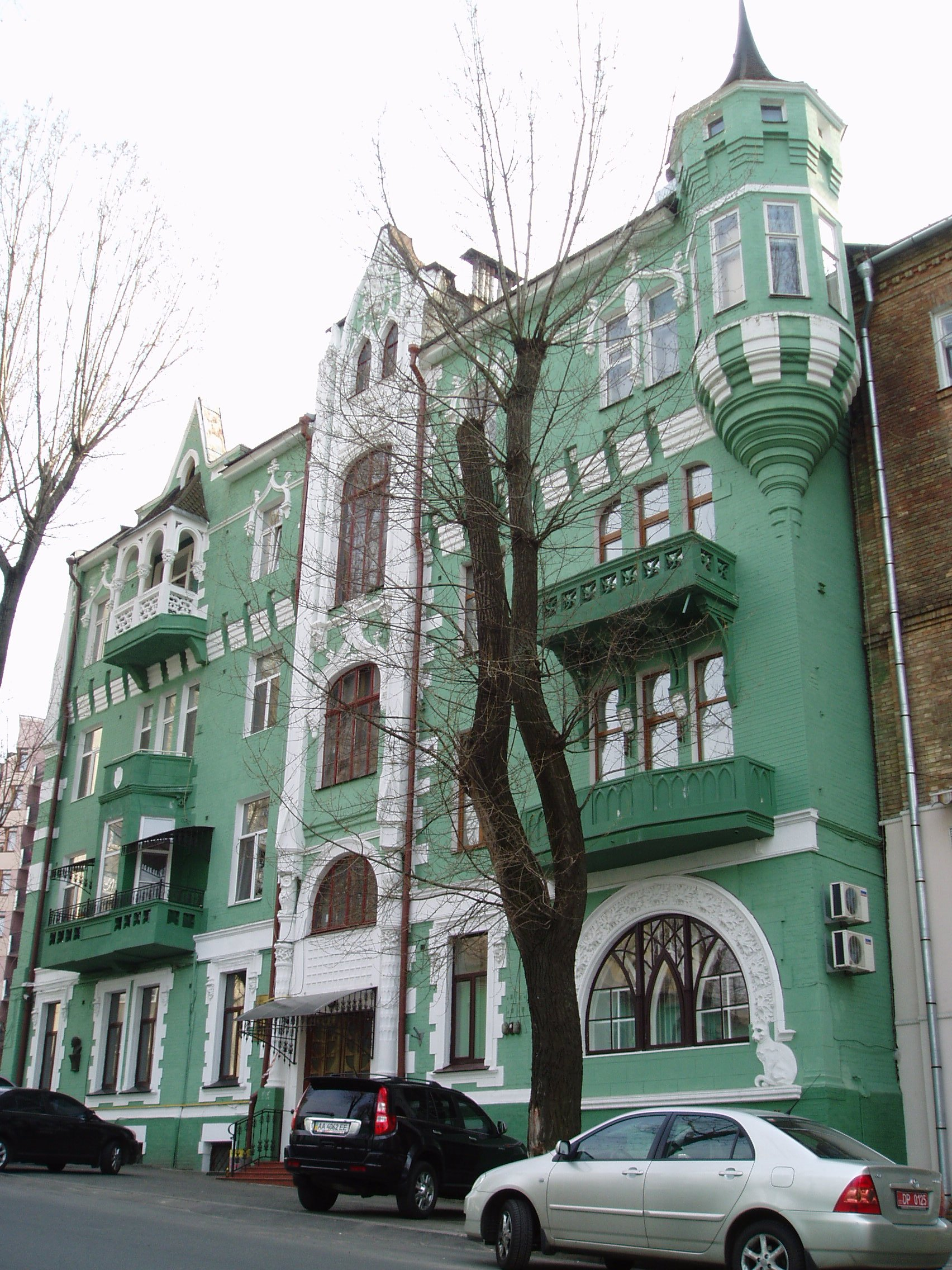
Будинок з котами